# István Arató (Komponist)
István Arató [ˈiʃtvaːn ˈɒrɒtoː] (* 9. Februar 1910 in Zagreb; † 8. März 1980 in Leimbach im Kanton Thurgau in der Schweiz) war ein ungarischer Komponist.
Arató studierte in Budapest bei Zoltán Kodály sowie in Berlin und Zürich.  Während des Zweiten Weltkrieges emigrierte er in die Schweiz. Er unternahm ausgedehnte Studienreisen und leitete von 1965 bis 1966 das Konservatorium von Algier. Schließlich ließ er sich in Zürich nieder, wo er das Improvisationsensemble Inspirati gründete und seit 1968 an der Kunstgewerbeschule unterrichtete. 
Aratós Werke umkreisen das Thema Improvisation und enthalten Elemente der Aleatorik. Er komponierte Werke für Zimbal und unterschiedliche Begleitinstrumente, eine Transmutation über ein Präludium von François Couperin, die Ensembleimprovisation Struktur, Klavier- und Violinstücke, sieben Urgedichte für Solostimme und Psalmen.